# Osmosi

Membrana semipermeabile

Osmosi, in chimica, indica la diffusione di un solvente attraverso una membrana semipermeabile (che invece trattiene il soluto). Il movimento del solvente avviene in modo da equilibrare la concentrazione nei due compartimenti, ovvero il solvente passa dal compartimento a minore concentrazione di soluto verso una regione a maggior concentrazione di soluto, quindi a differenza di quanto accade nel processo di osmosi inversa, dove invece il solvente passa dal compartimento a maggiore concentrazione di soluto verso una regione a minore concentrazione di soluto.
L'osmosi è un processo fisico spontaneo, vale a dire senza apporto esterno di energia, che tende a diluire la soluzione più concentrata, e a ridurre la differenza di concentrazione. Si tratta di un fenomeno importante in biologia, dove interviene in alcuni processi di trasporto passivo attraverso membrane biologiche.

## Pressione osmotica
Ogni soluzione possiede una pressione osmotica che è direttamente proporzionale alla sua molarità.
Quando sui due lati della membrana si trovano soluzioni a diversa concentrazione, le molecole di solvente si muovono in senso opposto alla differenza di pressione osmotica, dalla soluzione a concentrazione di soluto minore (ipotonica) verso la soluzione con concentrazione di soluto maggiore (ipertonica), fino a quando le concentrazioni di soluto nelle due soluzioni diventano identiche (isotoniche) e i due potenziali chimici si equivalgono. Il meccanismo attraverso cui avviene è ritenuto legato alle interazioni delle molecole del soluto con la membrana, i cui urti trasferirebbero momento di allontanamento dalla membrana alle molecole del solvente.

## Osmosi inversa
L'osmosi inversa è invece il fenomeno che si verifica quando si applica, alla superficie di una membrana semipermeabile che separa due soluzioni di concentrazione diversa, una differenza di pressione contraria alla pressione osmotica e a essa superiore, per cui il flusso del solvente avviene dalla soluzione più concentrata a quella più diluita, aumentando così ulteriormente la differenza di concentrazione tra i due compartimenti. L'osmosi inversa è una delle tecnologie usate per rendere potabile l'acqua marina e purificare le acque degli acquedotti dal rubinetto di casa.

## Elettrosmosi
L'elettrosomosi è il fenomeno per il quale si genera un flusso di materia attraverso una membrana quando il fluido è sottoposto a una differenza di potenziale. Questo effetto diventa tanto più apprezzabile quanto più diminuiscono le dimensioni dei canali di passaggio del fluido. Questo effetto è fondamentale in alcune tecniche di separazione chimica come l'elettroforesi capillare.

## Termosmosi
La termosmosi è il fenomeno per il quale si genera un flusso di materia attraverso una membrana quando viene applicato al sistema un gradiente termico.

## Conservazione degli alimenti
L'osmosi costituisce un importante fattore di protezione degli alimenti contro le alterazioni microbiche. Infatti, in un ambiente ad alta pressione osmotica, è bassa la quantità di acqua biodisponibile e pochi microorganismi sono in grado di crescervi. Spesso l'osmosi interviene anche nella preparazione di questi alimenti.
Alcuni metodi di conservazione dei cibi che sfruttano l'effetto osmotico, sia a livello industriale che in ambito casalingo, sono la salatura, la salamoia.
Anche le marmellate e gli alimenti canditi, per la loro alta concentrazione di zucchero, presentano un'alta pressione osmotica che protegge questi alimenti dalla maggior parte delle degradazioni microbiche.
Negli alimenti essiccati o affumicati, si ottiene un ambiente con un'alta pressione osmotica facendo evaporare l'acqua originariamente presente.